# Hijo de hombre (película)
Hijo de hombre, que tuvo como títulos alternativos La sed y Choferes del Chaco es una película en blanco y negro, coproducción de Argentina y de España, dirigida por Lucas Demare sobre el guion de Augusto Roa Bastos que se estrenó el 27 de abril de 1961 y que tuvo como protagonistas a Francisco Rabal, Olga Zubarry y Carlos Estrada.

## Sinopsis
Durante la Guerra del Chaco una caravana de aguateros va a socorrer a una guarnición sedienta.

## Reparto
- Francisco Rabal
- Olga Zubarry …Saluí
- Carlos Estrada
- Jacinto Herrera
- Carlos Gómez
- Dorita Ferrer
- Rodolfo Onetto
- Vicente Ariño
- Alberto Rinaldi
- Rogelio Romano
- Manuel Rosón
- Adolfo García Grau
- Alberto Lares
- Jorge Villalba
- Diego Marcote
- José María Salop
- Lucas Demare
- Susy Castell
- Carlos Dorrego
- Dorita Ferreyro
- Héctor Fuentes
- Zulma Grey
- Ana Grua
- Ricardo Jordán
- Claudio Lucero
- Daniel Montalbán
- Gladys Muiño
- Elena Pages
- José María Salort
- Sergio Vandes

## Producción
Toda la película fue rodada en Río Hondo, en la provincia de Santiago del Estero, en una zona del norte de Argentina donde había un balneario en el que los actores se reponían de la dureza del rodaje, que transcurría con mucho calor.

## Comentarios
Jorge Miguel Couselo dijo en Correo de la Tarde:

”El dramatismo esquemático…valoriza a la película como documento y la insufla de humanidad casi trágica rescatando la solidaridad como suprema facultad de hombres y mujeres que luchan en el infierno de una guerra inútil…sorprende en sus hallazgos técnicos (el bombardeo) …desde Los isleros no filmaba una película tan importante.”

Por su parte Manrupe y Portela escriben:

”Un último Demare rescatable, retomando fugazmente sus temas favoritos. Una película vigorosa, bien actuada y aceptable en lo técnico.”

## Premios
En el 9.º Festival Internacional de Cine de San Sebastián, que se desarrolló del 8 al 17 de junio de 1961, recibió el Premio Perla del Cantábrico a la Mejor Película de Habla Hispana, en tanto Olga Zubarry fue galardonada con el Premio a la Mejor Actriz de habla castellana.